# Palais Rothschild (Renngasse)

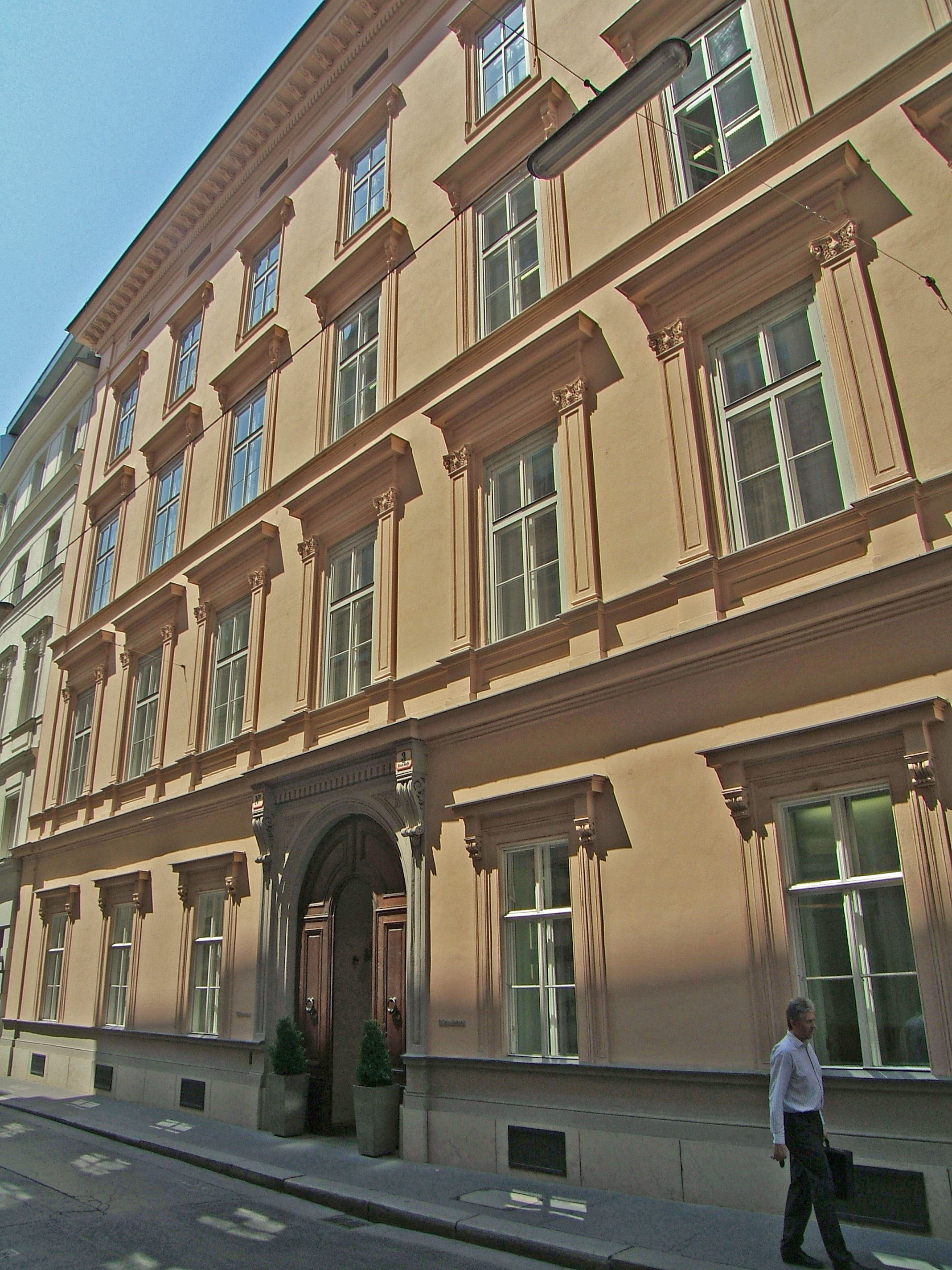
Palais Rothschild an der Renngasse

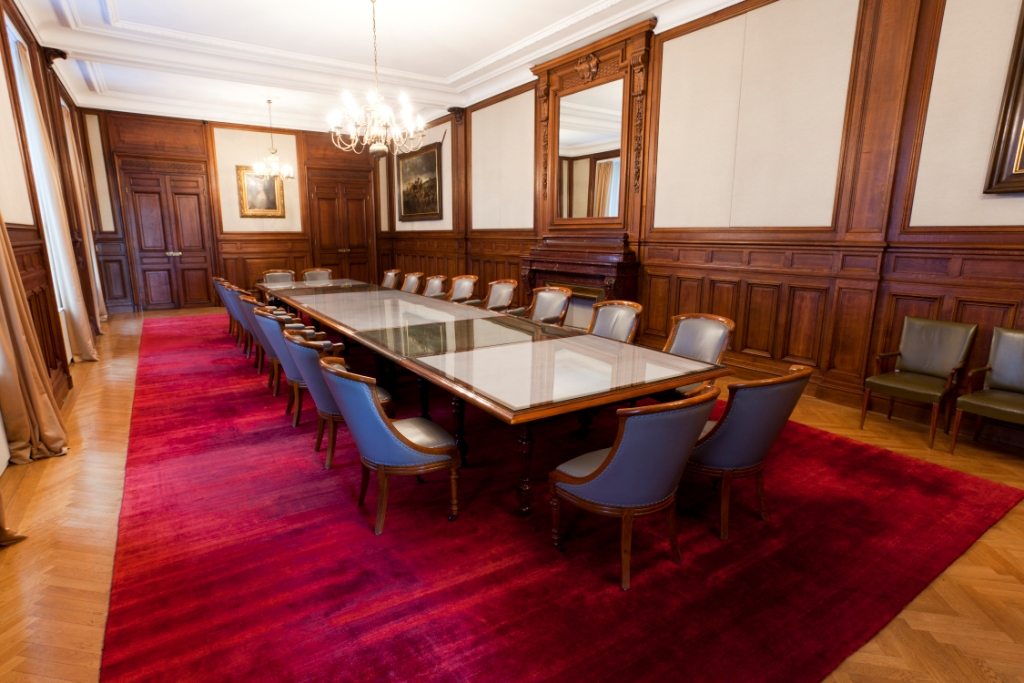
Festsaal im Palais Rothschild

Das Palais Rothschild ist ein ehemaliges Palais in Wien. Es befindet sich in der Renngasse 3 im 1. Wiener Gemeindebezirk Innere Stadt.

## Baubeschreibung
Das Palais Rothschild wurde 1847 von Ludwig Förster im Auftrag von Salomon Freiherrn von Rothschild erbaut. Es war auch Sitz des von Salomon begründeten Bankhauses S. M. v. Rothschild, der bis zum „Anschluss“ 1938 und der nachfolgenden „Arisierung“ größten und bedeutendsten Privatbank in Österreich. Heute befindet sich in diesem Gebäude die Schoellerbank, die das Palais im Jahr 1951 von der Familie Rothschild erwarb.
Das frühhistoristische Gebäude tritt um eine Achse aus der Straßenflucht der Renngasse hervor. Die bemerkenswerte Fassade besitzt additiv gereihte, gerade verdachte Fenster sowie ein Rundbogenportal, in der Beletage befinden sich korinthische Pilasterrahmungen. Das Kranzgesims kragt weit vor.
Die Innenausstattung ist weitgehend neu gestaltet, unter Einbeziehung älterer Substanz. Auffallend ist besonders ein gläsernes Stiegenhaus (1999/2000). 